# Bad (musikalbum)
Bad är ett studioalbum av Michael Jackson, utgivet den 31 augusti 1987. Albumet har år 2009 sålts i över 30 miljoner exemplar.

## Albuminformation
Jackson ville från början att Bad-albumet skulle innehålla flera skivor och totalt cirka 30 låtar, men producenten Quincy Jones motsatte sig detta och valde istället att ta med de bästa låtarna.
Bad blev ett väldigt populärt album och gav Jackson fem nummer ett–singlar på Billboard-listan, ett rekord som han fortfarande är ensam om. Jackson gav sig också iväg på världsturnén Bad World Tour som varade från september 1987 till januari 1989. De sista spelningarna var i USA och det dröjde ända till 2001 tills han gjorde en konsert igen i USA. Han hade innan turnéns start sagt att detta skulle bli hans sista turné och att han ville få den så spektakulär som möjligt.
I samband med albumsläppet spelade Michael Jackson in reklamvideor med Pepsi, långfilmen Moonwalker, gjorde intervjuer samt stor mängd PR och reklam för albumet. Nästan samtliga låtar har en musikvideo. De enda låtar som inte har en officiell musikvideo är Just Good Friends och I Just Can't Stop Loving You. Av 11 låtar har alltså 9 låtar en musikvideo. Det kan jämföras med förra albumet Thriller som enbart hade tre.

## Låtlista
Alla låtar är skrivna av Michael Jackson om inget annat namn anges.
1. "Bad" (Michael Jackson) – 4:07
2. "The Way You Make Me Feel" (Michael Jackson) – 4:58
3. "Speed Demon" (Michael Jackson)– 4:01
4. "Liberian Girl" (Michael Jackson) – 3:53
5. "Just Good Friends" (duett med Stevie Wonder) (Terry Britten, Gallagher & Lyle) – 4:05
6. "Another Part of Me" (Michael Jackson) – 3:53
7. "Man in the Mirror" (Siedah Garrett, Glen Ballard) – 5:18
8. "I Just Can’t Stop Loving You" (duett med Siedah Garrett) (Michael Jackson) – 4:13
9. "Dirty Diana" (Michael Jackson) – 4:41
10. "Smooth Criminal" (Michael Jackson) – 4:16
11. "Leave Me Alone" (Michael Jackson) – 4:37

### Special Edition
1. "Streetwalker" (Michael Jackson) – 5:49
2. "Todo Mi Amor Eres Tu" (duett med Siedah Garrett) (Michael Jackson, Rubén Blades) – 4:05
3. "Fly Away" (Michael Jackson) – 3:26

Notera att Special Edition också innehåller intervjuer med Quincy Jones.

## Bad 25
Den 18 september 2012 släpptes en remastrad version av Bad. Albumet innehåller outgivna demos, nya remixar, live CD och en live DVD av Michael Jacksons konsert på Wembley Stadium 16 juli 1988. Detta är det andra albumet av Jackson som på nytt ges ut till sitt 25-årsjubileum (den första var Thriller 25). I samband med att Bad 25 presenterades bekräftade Sony att Bad har hittills sålt i minst 45 miljoner exemplar världen över. Detta gör att Michael Jackson är den enda artisten i historien som har två album i topp tio på bäst säljande album genom tiderna.